# 丸尾駅
丸尾駅（まるおえき）は、山口県宇部市大字東岐波字切貫にある、西日本旅客鉄道（JR西日本）宇部線の駅である。

## 歴史
- 1924年（大正13年）8月17日：宇部鉄道の本阿知須駅（現・阿知須駅） - 床波駅間延伸により開業[2]。
- 1943年（昭和18年）5月1日：宇部鉄道国有化[3]。国有鉄道宇部東線の駅となる[4]。
- 1947年（昭和22年）4月20日：貨物の取扱を開始[5]。
- 1948年（昭和23年）2月1日：宇部東線が宇部線に改称され、当駅もその所属となる[4]。
- 1961年（昭和36年）8月1日：貨物取扱廃止[3]。
- 1971年（昭和46年）10月1日：業務委託駅となる[6]。
- 1984年（昭和59年）2月1日：荷物扱い廃止[3]。
- 1987年（昭和62年）4月1日：国鉄分割民営化により西日本旅客鉄道（JR西日本）が継承[3]。
- 2002年（平成14年）4月1日：ジェイアール西日本広島メンテックによる業務委託駅から簡易委託駅となる。
- 2012年（平成24年）9月：簡易委託終了により無人駅となる[1]。

## 駅構造
宇部新川方面に向かって右側に単式ホーム1面1線を有する地上駅（停留所）である。かつては隣駅の岐波駅と同様、島式ホームの両側に線路が通る1面2線構造であったが、貨物列車の廃止時に上り線側の線路を撤去し、以降はホーム片面の下り線側のみを使用している。駅舎は上り線西側の新山口寄りに位置する。

## 利用状況
1日の平均乗車人員は以下の通りである。
| 乗車人員推移 | 乗車人員推移 |
| 年度         | 1日平均人数  |
| ------------ | ------------ |
| 1999         | 531          |
| 2000         | 490          |
| 2001         | 440          |
| 2002         | 322          |
| 2003         | 335          |
| 2004         | 306          |
| 2005         | 299          |
| 2006         | 266          |
| 2007         | 253          |
| 2008         | 242          |
| 2009         | 254          |
| 2010         | 255          |
| 2011         | 265          |
| 2012         | 236          |
| 2013         | 243          |
| 2014         | 213          |
| 2015         | 227          |
| 2016         | 228          |
| 2017         | 216          |
| 2018         | 213          |
| 2019         | 215          |
| 2020         | 192          |
| 2021         | 175          |
| 2022         | 181          |

## 駅周辺
| 医療機関 - 山口県立こころの医療センター - 宇部中央病院 教育機関 - 宇部市立東岐波中学校 - 宇部市立東岐波小学校 | 金融機関 - 山口銀行東岐波出張所 - 西中国信用金庫東岐波支店 郵便局 - 宇部吉田郵便局 |

## 隣の駅
西日本旅客鉄道（JR西日本）
■宇部線
岐波駅 - 丸尾駅 - 床波駅